# Palazzo Muti Papazzurri

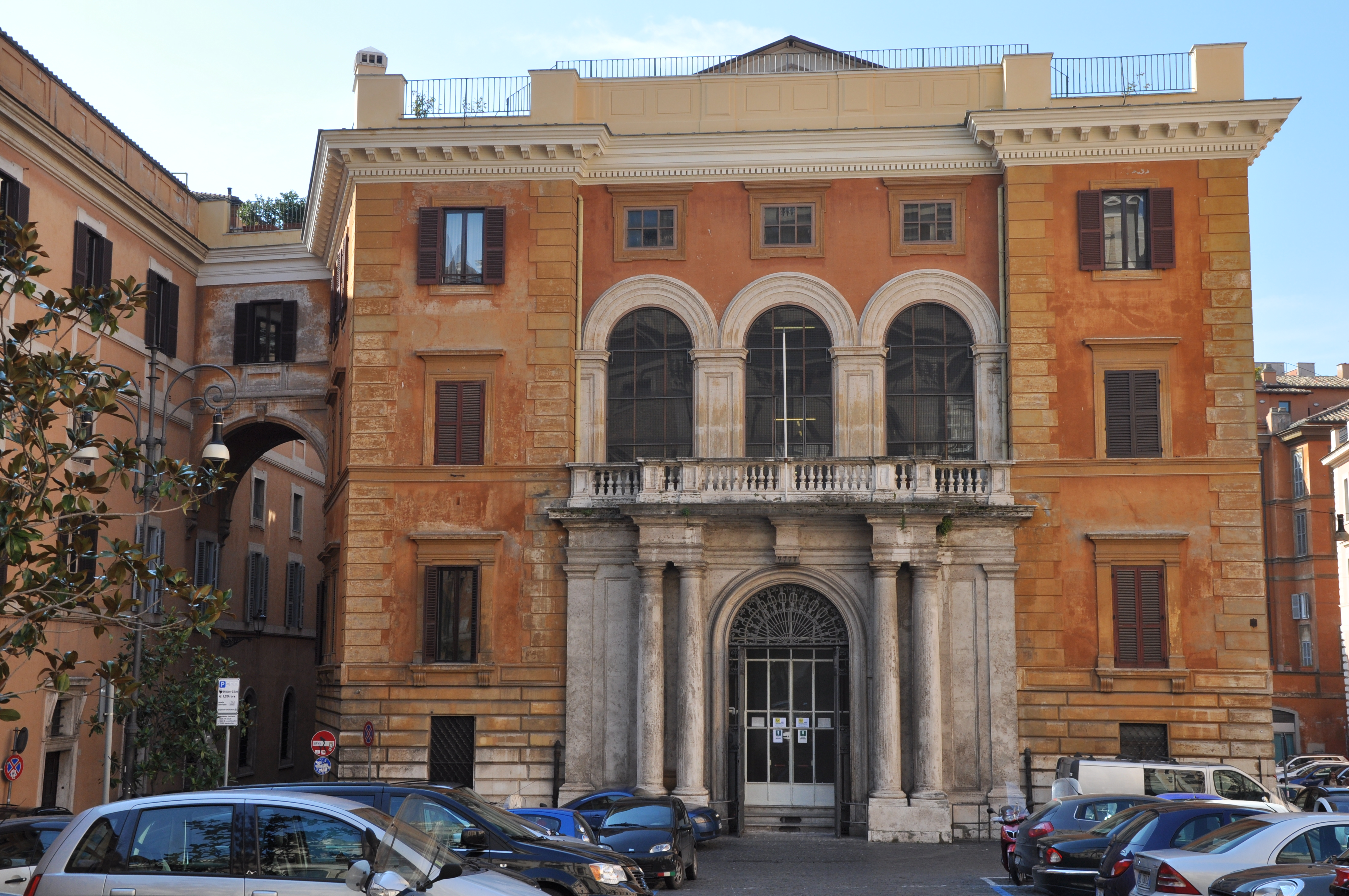
Vista do palácio atualmente, com o arco sobre a Via del Vaccaro ligando-o ao Palazzo Riario Della Rovere bem visível à esquerda.

Palazzo Muti Papazzurri ou Palazzo Muti Papazzurri alla Pilotta é um palácio barroco localizado na Piazza della Pilotta, no rione Trevi de Roma, parte do mesmo complexo residencial da família Muti Papazzurri assim como o vizinho Palazzo Muti.

## História
O palácio foi construído em 1660 pelo arquiteto Mattia De Rossi, um pupilo de Bernini, provavelmente por ocasião do casamento de Pompeo Muti Papazzurri com Maria Isabella Massimo. O edifício estava ligado ao Palazzo Mutti, o outro palácio da família na Piazza dei Santi Apostoli, através de um arco atravessando a Via dell'Archetto. Uma gravura de 1699 mostra uma grande residência urbana construída à volta de uma cour d'honneur aberta, cujo acesso se dava através de um arco triunfal no centro de uma estrutura ligando duas alas laterais (formando um "U"). Esta estrutura básica ainda permanece, mas atualmente salas foram construídas ligando as duas alas acima do arco, que se abrem em três grandes janelas arqueadas, alterando significativamente a aparência aberta da fachada, agora fechada e tradicional. O lado mais antigo da construção é o que fica na Via dell'Archetto.

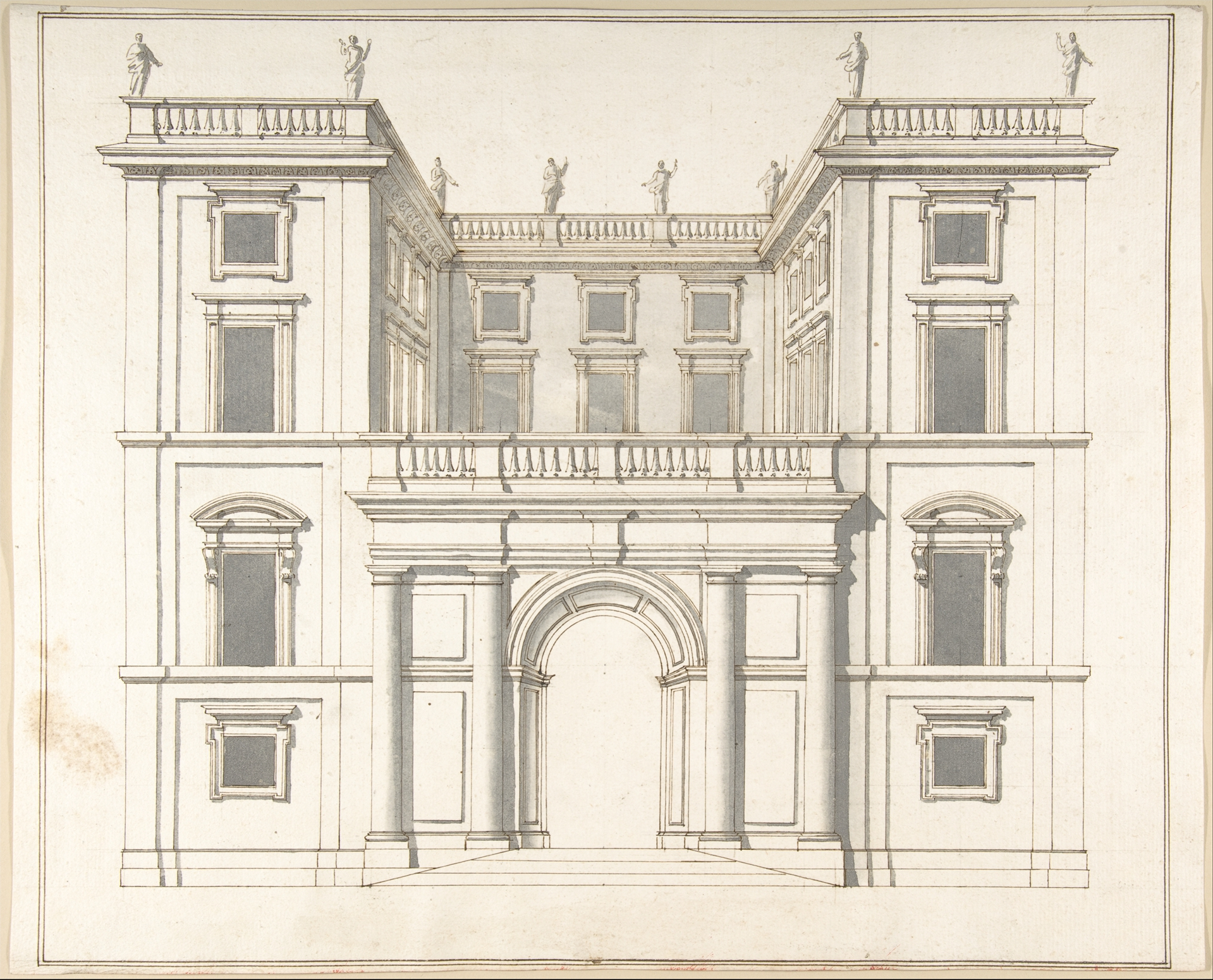
Fachada original num desenho da década de 1710.

No século XVIII, este palácio foi o centro de um complexo residencial que foi alugado para membros da exilada Dinastia Stuart, pretendentes ao trono britânico. Em 1909, o edifício foi reformado e o projeto original de Rossi foi alterado com a remoção dos tímpanos das janelas e das estátuas no beiral.
A decoração interior, dos séculos XVII e XVIII, foi completamente preservada, incluindo os afrescos nos tetos. A galeria, uma das principais salas de recepção, conta com afrescos representando cenas da mitologia clássica atribuídas a Giovanni Francesco Grimaldi (1606-1680), Giacinto Calandrucci e Niccolò Berrettoni. Grimaldi foi um dos mais famosos pintores de sua época e trabalhou muito para o famoso cardeal Mazarin.
Acima do beiral está um ático e um terraço do século XX, um tipo de modificação bastante frequente nos palácios históricos do centro de Roma na época. Ela foi realizada em 1919, quando o papa Bento XV decidiu mudar a sede da Pontifícia Universidade Gregoriana do antigo Palazzo Gabrielli Borromeo para uma nova, muito maior. O Palazzo Muti Papazzurri foi vendido — juntamente com o edifício do Palazzo Colonna que está de frente para a Piazza della Pilotta — à Santa Sé, que ali abrigou o Pontifício Instituto Bíblico no final de 1948, que abriga uma biblioteca com mais de 135 000 títulos. Como observou Giorgio Carpaneto, "os dois corpos avançados, que eram um feliz motivo de dinamismo, foram ligados, com um consequente achatamento da fachada". Na mesma ocasião, a galeria de Grimaldi foi transformada numa biblioteca. Um outro pequeno arco, construído nesta mesma época, atravessa a Via del Vaccaro e liga o palácio com antigo convento franciscano anexo à Basílica dos Santos Doze Apóstolos, o Palazzo Riario Della Rovere.